# Território de Belfort
Território de Belfort ou, em português, de Belforte é um departamento da França localizado na região Borgonha-Franco-Condado. Sua capital é a cidade de Belfort.	
O Território de Belfort nasceu em 1871, em razão dos tratados que puseram fim à guerra franco-prussiana de 1870-1871. Em função desses acordos, o Império Alemão ganhou a maior parte da Alsácia e um quarto da Lorena, enquanto que o extremo-sudoeste do Alto Reno, ao redor de Belfort, majoritariamente francófona, foi deixado para a França e, assim, separado do resto da Alsácia.
Depois de ter conservado estatuto especial, aguardando uma reintegração da Alsácia à França, o Território de Belfort tornou-se oficialmente o 90º departamento francês em 1922. 
Em 1960, o departamento foi ligado à região do Franco-Condado, decisão confirmada em 1982, quando foram estabelecidas as leis sobre a descentralização que criaram as regiões e as coletividades territoriais.

## Dados
A principal cidade é Belfort, que, de acordo com o censo de 1999, possuía 50.417 habitantes na comuna e 81.524 habitantes na aglomeração urbana, que ultrapassa os limites do departamento.